# Världscupen i backhoppning 2001/2002
Världscupen i backhoppning 2001/2002 hoppades 23 november 2001-23 mars 2002 och vanns av Adam Małysz, Polen före Sven Hannawald, Tyskland och Matti Hautamäki, Finland.

## Olympiska vinterspelen 2002
Spelen avgjordes i Salt Lake City.

## Deltävlingar
| Datum            | Plats                  | Etta                                                                   | Tvåa                                                             | Trea                                                            |
| 23 november 2001 | Kuopio                 | Adam Malysz                                                            | Martin Schmitt                                                   | Kazuyoshi Funaki                                                |
| 24 november 2001 | Kuopio                 | Risto Jussilainen                                                      | Adam Malysz                                                      | Martin Höllwarth                                                |
| 1 december 2001  | Titisee-Neustadt       | Adam Malysz                                                            | Martin Schmitt                                                   | Stephan Hocke                                                   |
| 2 december 2001  | Titisee-Neustadt       | Sven Hannawald                                                         | Adam Malysz                                                      | Andreas Goldberger                                              |
| 8 december 2001  | Villach                | Adam Malysz                                                            | Matti Hautamäki                                                  | Kazuyoshi Funaki                                                |
| 9 december 2001  | Villach                | Veli-Matti Lindström Toni Nieminen Matti Hautamäki Risto Jussilainen   | Kazuya Yoshioka Hideharu Miyahira Noriaki Kasai Kazuyoshi Funaki | Robert Mateja Wojciech Skupien Lukasz Kruczek Adam Malysz       |
| 15 december 2001 | Engelberg              | Stephan Hocke                                                          | Sven Hannawald                                                   | Matti Hautamäki                                                 |
| 16 december 2001 | Engelberg              | Adam Malysz                                                            | Simon Ammann                                                     | Martin Koch                                                     |
| 21 december 2001 | Predazzo               | Adam Malysz                                                            | Andreas Widhölzl                                                 | Simon Ammann                                                    |
| 22 december 2001 | Predazzo               | Adam Malysz                                                            | Simon Ammann                                                     | Andreas Widhölzl                                                |
| 30 december 2001 | Oberstdorf             | Sven Hannawald                                                         | Martin Höllwarth                                                 | Simon Ammann                                                    |
| 1 januari 2002   | Garmisch-Partenkirchen | Sven Hannawald                                                         | Andreas Widhölzl                                                 | Adam Malysz                                                     |
| 4 januari 2002   | Innsbruck              | Sven Hannawald                                                         | Adam Malysz                                                      | Martin Höllwarth                                                |
| 6 januari 2002   | Bischofshofen          | Sven Hannawald                                                         | Matti Hautamäki                                                  | Martin Höllwarth                                                |
| 12 januari 2002  | Willingen              | Sven Hannawald                                                         | Matti Hautamäki                                                  | Veli-Matti Lindström                                            |
| 13 januari 2002  | Willingen              | Martin Höllwarth Andreas Goldberger Stefan Horngacher Andreas Widhölzl | Veli-Matti Lindström Tami Kiuru Janne Ahonen Matti Hautamäki     | Christof Duffner Stephan Hocke Sven Hannawald Martin Schmitt    |
| 19 januari 2002  | Zakopane               | Matti Hautamäki                                                        | Sven Hannawald                                                   | Andreas Widhölzl                                                |
| 20 januari 2002  | Zakopane               | Adam Malysz                                                            | Sven Hannawald                                                   | Matti Hautamäki                                                 |
| 24 januari 2002  | Nagano                 | Andreas Widhölzl                                                       | Martin Koch                                                      | Stefan Horngacher                                               |
| 26 januari 2002  | Sapporo                | Andreas Widhölzl                                                       | Martin Koch                                                      | Noriaki Kasai                                                   |
| 27 januari 2002  | Sapporo                | Stefan Horngacher Wolfgang Loitzl Martin Koch Andreas Widhölzl         | Hideharu Miyahira Hiroki Yamada Noriaki Kasai Kazuyoshi Funaki   | Jussi Hautamäki Pekka Salminen Kimmo Yliriesto Janne Ylijärvi   |
| 1 mars 2002      | Lahtis                 | Martin Schmitt                                                         | Adam Malysz                                                      | Robert Kranjec                                                  |
| 2 mars 2002      | Lahtis                 | Matti Hautamäki Veli-Matti Lindström Risto Jussilainen Janne Ahonen    | Slovenien Primoz Peterka Igor Medved Robert Kranjec Peter Žonta  | Christof Duffner Stephan Hocke Michael Uhrmann Martin Schmitt   |
| 13 mars 2002     | Falun                  | Matti Hautamäki                                                        | Martin Schmitt                                                   | Sven Hannawald                                                  |
| 15 mars 2002     | Trondheim              | Matti Hautamäki                                                        | Adam Malysz                                                      | Sven Hannawald                                                  |
| 17 mars 2002     | Oslo                   | Simon Ammann                                                           | Sven Hannawald                                                   | Adam Malysz                                                     |
| 23 mars 2002     | Planica                | Matti Hautamäki Veli-Matti Lindström Risto Jussilainen Janne Ahonen    | Christof Duffner Martin Schmitt Michael Uhrmann Sven Hannawald   | Martin Koch Andreas Widhölzl Andreas Goldberger Wolfgang Loitzl |

## Slutställning
| Placering | Namn              | Nationalitet | Poäng |
| --------- | ----------------- | ------------ | ----- |
| 1         | Adam Malysz       | Polen        | 1475  |
| 2         | Sven Hannawald    | Tyskland     | 1259  |
| 3         | Matti Hautamäki   | Finland      | 1048  |
| 4         | Andreas Widhölzl  | Österrike    | 874   |
| 5         | Martin Schmitt    | Tyskland     | 795   |
| 6         | Martin Höllwarth  | Österrike    | 737   |
| 7         | Simon Ammann      | Schweiz      | 628   |
| 8         | Martin Koch       | Österrike    | 561   |
| 9         | Stephan Hocke     | Tyskland     | 508   |
| 10        | Risto Jussilainen | Finland      | 474   |

| Placering | Namn                 | Nationalitet | Poäng |
| --------- | -------------------- | ------------ | ----- |
| 11        | Kazuyoshi Funaki     | Japan        | 460   |
| 12        | Stefan Horngacher    | Österrike    | 434   |
| 13        | Andreas Goldberger   | Österrike    | 419   |
| 14        | Peter Žonta          | Slovenien    | 364   |
| 15        | Janne Ahonen         | Finland      | 356   |
| 16        | Robert Kranjec       | Slovenien    | 348   |
| 17        | Roberto Cecon        | Italien      | 299   |
| 18        | Hideharu Miyahira    | Italien      | 279   |
| 19        | Veli-Matti Lindström | Tyskland     | 274   |
| 20        | Alan Alborn          | USA          | 263   |

| Placering | Namn             | Nationalitet | Poäng |
| --------- | ---------------- | ------------ | ----- |
| 21        | Valerij Kobelev  | Ryssland     | 237   |
| 22        | Christof Duffner | Tyskland     | 230   |
| 23        | Noriaki Kasai    | Japan        | 219   |
| 24        | Hiroki Yamada    | Japan        | 194   |
| 25        | Primož Peterka   | Slovenien    | 180   |
| 26        | Jussi Hautamäki  | Österrike    | 174   |
| 27        | Damjan Fras      | Slovenien    | 154   |
| 28        | Michael Uhrmann  | Tyskland     | 152   |
| 29        | Wolfgang Loitzl  | Österrike    | 146   |
| 30        | Andreas Küttel   | Schweiz      | 145   |

### Nationscupen - slutställning
| Pos. | Nation        | Poäng |
| ---- | ------------- | ----- |
| 1.   | Tyskland      | 4812  |
| 2.   | Österrike     | 4761  |
| 3.   | Finland       | 4691  |
| 4.   | Japan         | 2721  |
| 5.   | Slovenien     | 2188  |
| 6.   | Polen         | 2105  |
| 7.   | Norge         | 897   |
| 8.   | Schweiz       | 779   |
| 9.   | Ryssland      | 533   |
| 10.  | Frankrike     | 378   |
| 11.  | USA           | 318   |
| 12.  | Italien       | 299   |
| 13.  | Tjeckien      | 265   |
| 14.  | Kazakstan     | 56    |
| 15.  | Sydkorea      | 55    |
| 16.  | Nederländerna | 11    |
| 17.  | Sverige       | 9     |